# 1955 McMath
1955 McMath è un asteroide della fascia principale. Scoperto nel 1963, presenta un'orbita caratterizzata da un semiasse maggiore pari a 2,8547274 UA e da un'eccentricità di 0,0642463, inclinata di 1,00181° rispetto all'eclittica.